# Leichtathletik-Weltmeisterschaften 2022/Teilnehmer (Botswana)
| Goldmedaillen | Silbermedaillen | Bronzemedaillen |
| ------------- | --------------- | --------------- |
| —             | —               | —               |

Der Leichtathletikverband von Botswana hat für die Leichtathletik-Weltmeisterschaften 2022 in Eugene neun männliche Sportler gemeldet.

## Ergebnisse

### Männer

#### Laufdisziplinen
| Athlet | Disziplin | Vorlauf     | Vorlauf | Halbfinale    | Halbfinale    | Finale        | Finale        |
| Athlet | Disziplin | Zeit        | Platz   | Zeit          | Platz         | Zeit          | Platz         |
| --- | --------- | ----------- | ------- | ------------- | ------------- | ------------- | ------------- |
| Letsile Tebogo | 100 m     | 9,94 s      | 4       | 10,17 s       | 16            | ausgeschieden | ausgeschieden |
| Isaac Makwala | 200 m     | DNS         | DNS     | -             | -             | -             | -             |
| Isaac Makwala | 400 m     | 45,93 s     | 20      | 46,04 s       | 21            | ausgeschieden | ausgeschieden |
| Bayapo Ndori | 400 m     | 44,87 s     | 1       | 44,94 s       | 7             | 45,29 s       | 6             |
| Anthony Pesela | 400 m     | 47,36 s     | 37      | ausgeschieden | ausgeschieden | ausgeschieden | ausgeschieden |
| Nijel Amos | 800 m     | DNS         | DNS     | -             | -             | -             | -             |
| Isaac Makwala Zibane Ngozi Keitumetse Maitseo (nur Vorlauf) Leungo Scotch Bayapo Ndori (nur Finale) Anthony Pesela (ohne Einsatz) | 4 × 400 m | 3:07,32 min | 13      | –             | –             | 3:00,14 min   | 6             |

#### Sprung/Wurf
| Thalosang Tshireletso | Weitsprung | DNS | DNS | - | - | - | - |